# Iustiniana Prima

Luftbild der Ausgrabungsstätte, 1937
1 Episkopalbasilika
2 Atrium und Brunnen der Episkopalbasilika
3 Baptisterium
4 "Consignatorium"
5 Straße der Akropolis
6 "Episkopalpalast"
7 Tor der Akropolis
8 Kreisförmiger Platz
9 Nordstraße der Oberstadt
10 Südstraße der Oberstadt
11 Weststraße der Oberstadt
12 Oststraße der Oberstadt
13 Osttor der Oberstadt
14 Gebäude im Nordwesten des Kreisplatzes
15 Gebäude im Nordosten des Kreisplatzes
16 Gebäude im Südwesten des Kreisplatzes
17 Gebäude im Südosten des Kreisplatzes
18 Kirche mit Krypta
19 Gebäude an der Südstraße der Oberstadt
20 Südtor der Oberstadt
21 Kreuzförmige Kirche
22 Kirche am Fuße der Akropolis
23 "Urbane Villa"
24 Turm d'angle im Südwesten der Oberstadt (Reservoir)
26 Zisterne der Unterstadt
27 Doppelkirche
28 Kirche "à transept"
33 Therme
41 Quadratischer Turm der Mauern der Unterstadt

Iustiniana Prima oder auch Justiniana Prima (serbisch Царичин Град Caričin Grad, deutsche Übersetzung: Stadt der Kaiserin; zur Problematik der Lokalisierung siehe weiter unten) war eine spätantik-frühbyzantinische Stadt im südlichen Serbien. Iustiniana Prima, eine Stadtgründung Kaiser Justinians I., ist als „ideale byzantinische Stadt“ des 6. Jahrhunderts bezeichnet worden und gilt manchen Forschern als eine der sakralen Theologie des Christentums verpflichtete Gründung, die die heidnische griechische Akropolis in eine christlich sakrale Anlage transponiert. Geplant als neuer Verwaltungssitz der oströmischen Präfektur Illyricum, wurde dieses Vorhaben durch die Eroberung von Sirmium durch die Gepiden, durch einen Vorstoß plündernder Kutriguren bis in die Vorstädte von Konstantinopel um 540 und durch die awarisch-slawischen Einfälle ab 580 letztlich vereitelt. Nach 545 kam Iustiniana Prima als neue Metropolis daher nur noch im Rahmen der kirchlichen Verwaltung der dakischen Diözese eine Verwaltungsfunktion zu.
Iustiniana Prima ist bis heute der Name eines römisch-katholischen Titularerzbistums.

## Lage

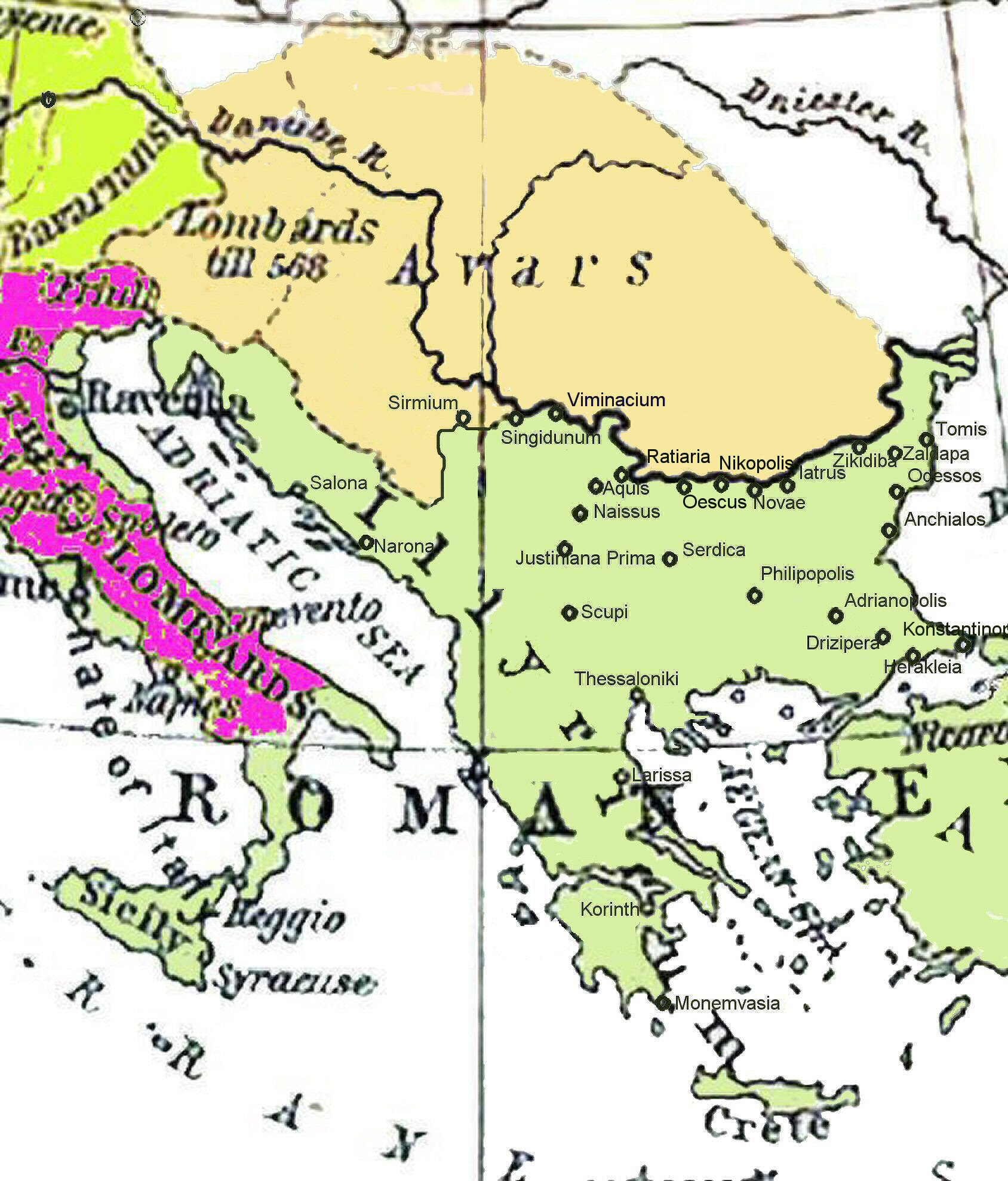
Südosteuropa um das Jahr 600

Iustiniana Prima wurde im nordwestlichen Teil der Provinz Dacia in der Nähe zu Dardanien errichtet. Die Stadt wurde abseits der Hauptverkehrswege gegründet und befand sich oberhalb der Flusstäler der Pusta Reka und Jablanica in einer bedeutenden Bergbauregion. Iustiniana Prima lag damit in einem Teil des Oströmischen Reiches, in dem nicht Griechisch, sondern Latein gesprochen wurde, und stellt die letzte bedeutende römische Stadtgründung zur Urbanisierung der Provinzen in Illyrien dar.
Die Stadt dehnte sich über mindestens 20 Hektar aus, wobei jüngste Untersuchungen Indizien für eine größere Fläche ergeben haben. Davon entfielen auf den Stadtkern acht Hektar am oberen Teil des Höhenrückens. Dieser Stadtkern setzte sich aus der Akropolis, der Ober- und Unterstadt zusammen. Um den Komplex der Akropolis, der Festung der Stadt, zog sich ein Stein- und Ziegelringmauernsystem. Um die Akropolis dehnte sich auf den Hängen eine geräumige Vorstadt aus, die von einer Palisade und einen Graben geschützt wurde. Die Vorstädte dehnten sich bis zum Handwerkszentrum am Flussufer und einen Stausee aus. Auffällig ist das bislang vollständige Fehlen von Inschriften.

## Konzeption
Die Konzeption von Iustiniana Prima war eine Kombination aus hellenistischer Tradition, dem römischen Erbe und dem spätantik-frühbyzantinischen Stadtbaukonzept. Innerhalb der Wehrmauern befanden sich die öffentlichen Einrichtungen oder wichtige staatliche Institutionen der Kirche und Armee. Daher ist die Konzeption der Akropolis mit der Kathedrale, dem Baptisterium und den angrenzenden Verwaltungsgebäuden als kirchlicher Komplex von Bedeutung für die Interpretation der spätrömisch-frühbyzantinischen urbanen Philosophie. Die große Bedeutung des Sakralen in der Ober- und Unterstadt sowie im Bereich außerhalb des Stadtkerns ist durch die zahlreichen Basiliken augenfällig. Interessant ist, dass die jüngsten Ausgrabungen Indizien für eine Anbindung an den Fernhandel ergaben. So fand man, sehr ungewöhnlich in dieser Region, die Skelette mehrerer Kamele.

## Geschichte
Nach ihrer Gründung durch den spätrömischen Kaiser Justinian bestand die Stadt von ca. 530 bis 615 und wurde als neuer Bischofssitz anfangs prächtig ausgebaut. Es handelte sich dabei um eine völlige Neugründung Justinians. Bei der Bauplanung gingen klassische Elemente eine Symbiose mit christlichen ein: Neben Bädern, einem Forum, von Kolonnaden gesäumten Straßen wie im mediterranen Raum wurden auch zahlreiche Kirchen miteinbezogen.
Caričin Grad, im heutigen Südserbien gelegen, befand sich dabei ca. 45 km von südlich Niš, dem antiken Naissus. Vieles deutet darauf hin, dass in den ersten Jahren sehr intensiv am Bau der Stadt gearbeitet wurde, dass dieses Engagement aber bald, vielleicht schon um 540, wieder weitgehend eingestellt wurde. Die halbfertige Stadtanlage hatte nur eine kurze Lebensdauer; schon um 615 während der Landnahme der Slawen auf dem Balkan, als die kaiserliche Kontrolle der Region zusammenbrach, wurde Iustiniana Prima verlassen. Iustiniana Prima wird in vielen Quellen des 6. Jahrhunderts erwähnt. Auch Prokopios von Caesarea berichtet darüber in seinem Werk über die Bauwerke Justinians (De aedificiis IV,1).
Justinian hat die Stadt als neue Metropolis der Region nahe seinem Geburtsort Tauresium planen lassen und selbst per Gesetz (535; Novelle 11) bestimmt, dass der Sitz der Präfektur Illyricum von Thessaloniki nach Iustiniana Prima verlegt werden solle. Ihr wurde auch die Jurisdiktion über die dakische Diözese übertragen. Wahrscheinlich war der tatsächliche Effekt aber eher gering, da das weitaus größere Thessaloniki de facto das Administrationszentrum blieb. Die anfangs sehr intensive Bautätigkeit in der Stadt ließ seit den 540er Jahren offenbar stark nach.
Planung und Neugründung von Iustiniana Prima haben trotzdem langfristig die kirchliche Organisation des Balkans verändert: 545 unterstrich ein weiteres Gesetz Justinians (Novelle 131) die Rechte und Privilegien des Erzbistums. Das wird auch durch die Korrespondenz mit Papst Gregor dem Großen (590–604) am Ende des 6. Jahrhunderts bestätigt.
Zu Beginn des 12. Jh. entstand im Klerus der autokephalen byzantinischen Kirchenprovinz „Bulgarien“ (mit Sitz in Achrida/Ohrid, heute Republik Makedonien) die Ps.-Theorie von der Identität Ohrids mit Iustiniana Prima, obwohl Ohrid (das alte Lychnidos) bis zur Zeit des Untergangs von Iustiniana Prima kirchlich zur Metropolis Dyrrachion (heute Durres/Albanien) gehört hatte. Die Erzbischöfe von „Bulgarien“/Ohrid führten daher vereinzelt ab der Mitte des 12. Jh., dann ab Demetrios Chomatenos (1216–1236) nahezu generell den griechischen Titel „N.N., eleo Theou archiepiskopos Protes Iustinianes kai pases Bulgarias“ („N.N. durch Gottes Gnade Erzbischof von Iustiniana Prima und ganz Bulgarien“). Das blieb so bis zur Einverleibung des Erzbistums in das ökumenische Patriarchat von Konstantinopel 1767.

## Die Stadtanlage
Die Stadt war zwar als Erzbistum vor allem ein religiöses Zentrum, besaß aber auch eine militärisch-administrative Funktion (z. B. eine Spätform der Principia als Residenz des Kommandanten der Garnison). Die Stadt bestand aus mehreren Teilen mit jeweils eigenen Befestigungsmauern: Neben der Akropolis mit dem Bischofssitz, der Oberstadt und der Unterstadt gab es mehrere, bisher nur ansatzweise erforschte, aber offenbar eher locker bebaute Vorstädte. Nachgewiesen werden konnten Kirchen und Thermenanlagen, aber keine Theater.
Neben den religiösen und administrativen Bauwerken sind jüngst auch einfache urbane Quartiere in der südwestlichen Unterstadt sowie in der nördlichen Oberstadt freigelegt worden. Die Bauweise, der teils nur aus ein oder zwei Räumen bestehenden Häuser bestand aus einem Sockel in Trockenmauerbauweise (ohne Mörtel) und einem Aufgehenden aus Holz und Lehm. Die Dächer waren zumindest teilweise mit Flachziegeln gedeckt. Die repräsentativen Gebäude der Oberstadt hingegen waren weitgehend mit gemörtelten Steinarchitektur errichtet. Die Einwohnerzahl wird auf höchstens 4000 geschätzt und lag vermutlich deutlich unter dieser Zahl.

## Forschungsgeschichte
Seit 1912 werden vor Ort archäologische Ausgrabungen durchgeführt. Seit den 1970er Jahren werden sie als ein serbisch-französisches Projekt durchgeführt, seit kurzem ist auch das Römisch-Germanische Zentralmuseum (RGZM) als deutscher Partner an den Forschungen beteiligt. Diese neueren Forschungen integrieren bio- und geoarchäologische Methoden und gelten dem Alltagsleben in der Stadt.
Als Ergebnis der Arbeiten konnte eine digitale Rekonstruktion der Stadt vorgenommen werden, die entsprechend dem aktuellen Forschungsfortschritt aktualisiert wird.

## Gründe für die Identifizierung von Iustiniana Prima mit Caričin Grad
Die Identifizierung von Iustiniana Prima mit Caričin Grad wurde kontrovers diskutiert. So wurde auch versucht, Iustiniana Prima im Raum Skopje im heutigen Mazedonien zu lokalisieren (Lit.: vgl. dazu Snively, Iustiniana Prima, Sp. 639–641). Problematisch war die Lokalisierung vor allem aufgrund einer fehlenden Inschrift, die eine eindeutige Zuordnung möglich machen würde.
Die sehr wahrscheinliche (aber eben nicht epigraphisch gesicherte) Identifikation von Iustiniana Prima mit Caričin Grad ist jedoch von den meisten Fachleuten akzeptiert worden. Die Gründe hierfür sind:
- Die Chronologie der Siedlung: eine systematische Gründung auf zuvor unbebautem Gelände aus der frühen Regierungszeit Justinians. Stadtgründungen im 6. Jahrhundert sind für den Balkan ansonsten sehr selten.
- Die geografische Lage: Sie befindet sich in Dacia Mediterranea nahe der Provinz Dardania und nicht weit von Naissus, was sehr gut zu schriftlichen Quellen passt (Justinians Novelle 11; Prokopios von Caesarea; Johannes von Antiochia).
- Die Position im spätrömischen Verkehrsnetz: Sie liegt weder an der Morava-Vardar-Furche noch an der weiter westlich durch Mammemum (Prokuplje) und Iustiniana Secunda (Ulpiana) verlaufenden Straße von Naissus nach Scopi, noch auf irgendeiner wichtigen Querachse. Die Gründung an diesem Ort wäre also ohne einen bestimmten Grund unverständlich.
- Die hohe Übereinstimmung der archäologisch ergrabenen Reste mit der Beschreibung der Stadt durch Prokopios. Das gilt insbesondere für die Existenz einer Wasserleitung.